# Zpívej, kdo jsi sparťanem
„Zpívej, kdo jsi sparťanem“ je skladba z roku 1993, která je hymnou fotbalového klubu AC Sparta Praha. Píseň pochází z autorské dílny Karla Svobody. Text k písni napsal Karel Šíp.
Skladba byla představena veřejnosti 27. prosince 1993 v pražském hotelu Atrium, během tiskové konference při příležitosti transformace klubu na akciovou společnost. Od 10. let 21. století je hymna tradičně hrána při nástupu hráčů před každým zápasem klubu na Stadionu Sparty na Letné.

## Souvislosti vzniku
S asociací sportovních klubů AC Sparta Praha je spojena řada písní a chorálů. První historickou hymnou klubu byla pochodová skladba „Pochod A.C. Sparty“ z roku 1936, kterou složil český hudební skladatel Maxmilián Štraub. Skladba „Zpívej, kdo jsi sparťanem“ v roce 1993 vznikla na zakázku v souvislosti s potřebou transformace klubu po roce 1990.

## Slova
Zpívej, kdo jsi sparťanem
pozvedni svůj hlas
zpívej a pak vyhrajem
a vyhrajeme zas
Zpívej, kdo jsi sparťanem
tvůj klub je ti vším
Sparta věčná zůstane
a ze všech nejlepší!
Hola hej, góla dej
hola hej, srdce měj na dlani
hola hej, góla dej,
ať viděj, co uměj, Sparťani!
Zpívej, kdo jsi sparťanem
tvůj klub je ti vším
Sparta věčná zůstane
a ze všech nejlepší!
Sparta věčná zůstane
a ze všech nejlepší!